# کمیسیون اصل نود قانون اساسی مجلس شورای اسلامی

کمیسیون اصل نود یکی از کمیسیون‌های تخصصی مجلس شورای اسلامی است که وظیفه محول شده به مجلس در اصل نودم قانون اساسی جمهوری اسلامی ایران را انجام می‌دهد.

## اصل نود قانون اساسی
در اصل نود قانون اساسی جمهوری اسلامی ایران آمده است:
«هرکس شکایتی از طرز کار مجلس یا قوه مجریه یا قوه قضائیه داشته باشد، می‌تواند شکایت خود را کتباً به مجلس شورای اسلامی عرضه کند. مجلس موظف است به این شکایات رسیدگی کند و پاسخ کافی دهد و در مواردی که شکایت به قوه مجریه یا قضائیه مربوط است رسیدگی و پاسخ کافی از آنها بخواهد و در مدت متناسب نتیجه را اعلام نماید و در موردی که مربوط به عموم باشد به اطلاع عامه برساند.»

## وظائف و اختیارات قانونی کمیسیون اصل نودم (۹۰) قانون اساسی
با توجه به اصل ۹۰ قانون اساسی و سایر قوانین مربوط، وظایف و اختیارات قانونی این کمیسیون عبارت است از:
1. سامان دادن و کارآمدسازی مجلس و نمایندگان
2. بررسی طرزکار قوای مجریه و قضائیه و مجلس براساس برنامه‌های مدون سالانه و مصوب کمیسیون
3. رسیدگی به شکایت‌های مربوط به طرز کار مجلس، قوه مجریه و قوه قضائی
4. مطالبه پاسخ کافی از مجلس، قوه مجریه و قوه قضائیه
5. ارائه و اعلام نتیجه رسیدگی کمیسیون به اشخاص ذی‌نفع
6. اعلام نتیجه رسیدگی کمیسیون به عموم در مواردی که مربوطه به عموم باشد
7. ارائه و اعلام نتیجه رسیدگی‌کمیسیون به مجلس در مورد گزارش‌های قرائت شده‌کمیسیونهای تخصصی از تریبون مجلس‌حسب تقاضای‌آن کمیسیون
8. مکاتبه با قوای سه‌گانه، وزارتخانه‌ها، ادارات، بنیادها، نهادهای انقلابی، شرکتهای دولتی و مؤسساتی که به نحوی از انحاء به یکی از قوای یادشده مرتبط می‌باشند و نیز مراجعه به آنها
9. اعلام تخلف مسئولین دستگاه‌ها (در عدم پاسخگوئی به کمیسیون یا عدم پاسخ صحیح به آن یا عدم اجابت دعوتهای مربوطه) به مراجع صالحه قضائی جهت پیگیری و اعمال مجازات‌های قانونی
10. اعزام بازرس یا بازرسان جهت انجام تحقیق و بررسی شکایات
11. اعلام تخلف عملی دستگاه‌ها به مراجع صالحه قضائی برای رسیدگی خارج از نوبت
12. اقدام قانونی نسبت به گزارش نهایی تحقیق و تفحص‌ها
13. ارائه گزارشهایی که مربوط به عموم باشد به هیئت رئیسه مجلس و قرائت آن در جلسه علنی مجلس
14. تقاضای انجام بازرسی فوق‌العاده از سازمان بازرسی کل کشور
15. عضویت دو نفر از اعضاء کمیسیون در هیئت مرکزی نظارت بر امر انتخابات شوراهای اسلامی کشوری (به انتخاب مجلس شورای اسلامی)

## فلسفهٔ وجودی
از آنجا که شکایت از عملکردِ ارگان‌های وابسته به دولت در دیوان عدالت اداری ممکن است و شکایت از نهادهای قضایی نیز با رجوع به مراجع بالاتر قوهٔ قضائیه قابل پیگیریست. فلسفهٔ وجودی این اصل مربوط به زمانیست که شکایات افراد نتیجه‌بخش یا ممکن نبوده و شخص به کلیتِ رفتاری یک قوه معترض باشد.
در واقع این اصل به عنوان آخرین راه تظلم‌خواهیِ شکایت از طرز کار قوای سه‌گانه را در بر می‌گیرد و شکایت از نهادهای وابسته به دولت یا قوهٔ قضائیه بایستی در دستگاه‌های پیش‌بینی‌شده در قانون صورت گیرد.

## تاریخچه کمیسیون اصل نود
براساس اصل نود قانون اساسی که در حقیقت اصلاح شده اصل هفتاد و سه پیش نویس قانون اساسی است؛ «هرکس شکایتی از طرز کار مجلس شورای اسلامی یا قوه مجریه یا قوه قضائیه داشته باشد، می‌تواند شکایت خود را کتباً به مجلس شورای اسلامی عرضه کند. مجلس موظف است به این شکایات رسیدگی کند و پاسخ کافی دهد و در مواردی که شکایت به قوه مجریه یا قضائیه مربوط است رسیدگی و پاسخ کافی از آنها بخواهد و در مدت متناسب نتیجه را اعلام نماید و در موردی که مربوط به عموم باشد به اطلاع عامه برساند.»
در راستای همین اصل قانونی بود که با شروع به کار اولین دوره مجلس شورای اسلامی در هفتم خردادماه سال ۱۳۵۹ و تدوین آیین‌نامه داخلی، در ماده سی و دو آن، نمایندگان اهتمام خود را بر تشکیل کمیسیونی با عنوان کمیسیون اصل نودم قانون اساسی برای اجرای این اصل گذاشتند. هرچند وظیفه مهم نظارت بر سه قوه برای این کمیسیون تعریف شده بود؛ اما عملاً تا مجلس ششم این کمیسیون چندان فعال نبود و از این دوره به بعد این کمیسیون نیز به تدریج فعال شد. در آن دوره از مجلس از آنجا که قوه قضائیه در اختیار جناح مقابل حاکم بر مجلس قرار داشت، خانواده‌های بسیاری از زندانیان سیاسی آخرین حربه خود را توسل به کمیسیون اصل نود می‌دانستند.
کمیسیون اصل نود در مجلس هفتم و هشتم روند فعالیتی خود را ارتقا بخشید و حجم پرونده بررسی شده در این کمیسیون و گزارش‌های ارائه شده به صحن علنی مجلس به روشنی گویای فعالیت جدی این کمیسیون در دوره‌های هفتم و هشتم مجلس است. کما اینکه مجلس هشتم در آغازین روزهای فعالیت خود آیین‌نامه داخلی مجلس در خصوص تعداد و ترکیب اعضا و انتخابات هیئت‌رئیسه کمیسیون اصل نود را اصلاح کرد و براساس آن مقرر شد از هر کمیسیون تخصصی یک نفر با معرفی کمیسیون به عضویت این کمیسیون در آید و ۸ نماینده دیگر این کمیسیون نیز توسط روسای شعب و هیئت رئیسه به عنوان اعضای ثابت انتخاب شوند. همچنین براساس تغییر صورت گرفته رئیس کمیسیون از این دوره به بعد با پیشنهاد هیئت رئیسه مجلس از بین اعضای ثابت کمیسیون و با رای مجلس انتخاب گردید.
در این میان هرچند قانون نوشته شده‌ای مبنی بر حضور روحانیون در راس این کمیسیون وجود ندارد ولی مروری اجمالی بر روسای این کمیسیون از اولین دوره تاکنون حکایت از آن دارد که عموماً یک نماینده روحانی بر راس این کمیسیون قرار گرفته است.

## کمیته‌های فرعی
کمیسیون اصل ۹۰ برای انجام وظایف خود، پنج کمیتهٔ کاری تصویب کرده است:
- کمیتهٔ امور مجلس
- کمیتهٔ قضایی
- کمیتهٔ سیاسی- نظامی - امنیتی
- کمیتهٔ اقتصادی- فنی- عمرانی
- کمیتهٔ فرهنگی- رفاهی- اجتماعی

در مجلس هفتم نیز سه کارگروه در داخل کمیسیون تعریف شده بود:
- کارگروه مبازره با مفاسد اقتصادی
- کارگروه نفت و انرژی
- کارگروه دیوان داوری لاهه[۱]

## اعضا
اعضای اصلی کمیسیون اصل نود قانون اساسی مجلس شورای اسلامی در سال اول مجلس دوازدهم:
| ردیف | نام و نام خانوادگی        | سمت           |
| ۱    | نصرالله پژمان فر          | رئیس          |
| ۲    | سید محمد موحد             | نایب رئیس اول |
| ۳    | حسین علی حاجی دلیگانی     | نایب رئیس دوم |
| ۴    | علی کشوری                 | سخنگو         |
| ۵    | محمد امیر                 | دبیر اول      |
| ۶    | محمد معتمدی زاده          | دبیر دوم      |
| ۷    | فرهاد بشیری               | عضو           |
| ۸    | امیر حسین ثابتی منفرد     | عضو           |
| ۹    | علی خضریان                | عضو           |
| ۱۰   | محمد خوش سیما             | عضو           |
| ۱۱   | مجید دوست علی             | عضو           |
| ۱۲   | مجتبی رحمان دوست          | عضو           |
| ۱۳   | بهنام رضوانی              | عضو           |
| ۱۴   | محمد سبزی                 | عضو           |
| ۱۵   | منصور شکراللهی            | عضو           |
| ۱۶   | مهدی فلاح                 | عضو           |
| ۱۷   | حبیب قاسمی                | عضو           |
| ۱۸   | سید کریم معصومی خسروآبادی | عضو           |
| ۱۹   | مصطفی معینی آرانی         | عضو           |
| ۲۰   | سید حسن هاشمی             | عضو           |